# Mokre (Mikołów)
Mokre (niem. Mokrau) – część miasta i sołectwo Mikołowa.

## Historia

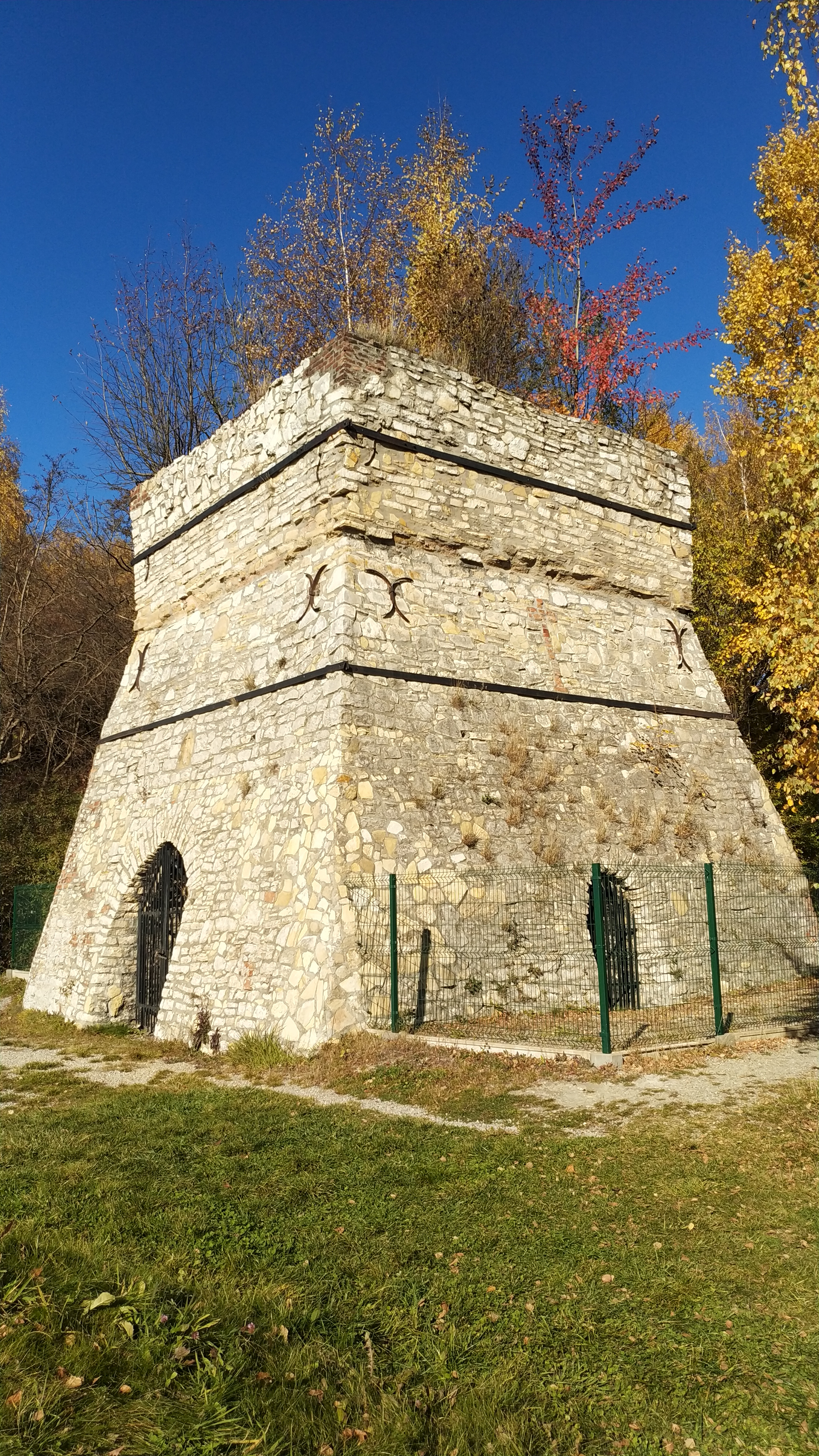
Jeden z odrestaurowanych wapienników

Kiedyś wydobywano tu wapień i dolomit. Z tego okresu pozostały liczne wapienniki, z których dwa zostały odrestaurowane na terenie Śląskiego Ogrodu Botanicznego. W przeszłości Mokre, jako samodzielna miejscowość, posiadała stację kolejową, którą  z częścią terytorium przyłączono do Łazisk Górnych w latach 50. i 70. XX wieku.
3 i 5 września 1939 żołnierze Wehrmachtu i Freikorpsu zamordowali 10 osób (7 ofiar nie zostało zidentyfikowanych).
W latach 1954–1972 wieś należała i była siedzibą władz gromady Mokre. W latach 1973–1975 miejscowość była siedzibą gminy Mokre. W wyniku reformy administracyjnej od 1 czerwca 1975 roku została włączona do miasta Mikołów.

## Charakterystyka
Teren  pagórkowaty, porośnięty lasami. Wiosną kwitnie tu dużo fiołków leśnych, stąd nazwa pobliskiego wzgórza, Fiołkowa Góra. Na terenie sołectwa, utworzono strefę Śląskiego Ogrodu Botanicznego.
W miejscowości znajduje się tablica upamiętniająca Bohaterskich Obrońców Ojczyzny w 1939 roku.
Znajduje się tu szkoła, przedszkole, kościół św. Wawrzyńca, boisko piłkarskie i budynek straży pożarnej.

## Turystyka
Przez sołectwo przebiega szlak turystyczny:

 Szlak Bohaterów Wieży Spadochronowej
- Trasa: Katowice – Mikołów - Goj - Mokre - Chudów